# 腺萼藤属
腺萼藤属（学名：Adenocalymma）是紫葳科的一个属，因大多数物种的花萼（羅馬化：kálymma，本义是头巾、兜帽）上都有腺（羅馬化：adḗn）而得名。本属植物皆分布于拉丁美洲。多识植物百科误称此属为“胡姬蔓属”、“胡姬藤属”，但胡姬蔓实为金虎尾科植物。